# 家臣 (欧洲)
家臣（英語：Ministerialis）或属臣是中世纪欧洲特别是神圣罗马帝国最低等级的贵族称号。在等级森严的欧洲中世纪，等级的划分严格按照人的血统和门第。家臣虽然属于贵族，却没有人身自由，是属于依附于大封建主的下级贵族。著名的法典《萨克森之鉴》中记载的贵族，总共有七个等级，他们的顺序是国王，大主教及教会诸侯，世俗诸侯，伯爵及自由领主，陪臣及家臣，封臣，单盾骑士。

## 起源
家臣的起源非常古老，有人将其历史上溯到尤利乌斯·恺撒远征高卢，恺撒将依附的日耳曼亲信提升为罗马骑士，这些人是中世纪家臣阶层的鼻祖。这些不自由、依附于大贵族的骑士或者小贵族出身的人就是家臣，最高贵的家臣是国王的家臣。11世纪的萨利安王朝诸帝是最早有意识地把家臣当统治工具的，因为家臣对主人非常忠诚。斯陶芬家族则把“家臣制度”发扬光大，他们拥有大量出身骑士阶层的家臣。家臣虽然原则上没有人身自由，却因为亲近主子、立过高功，能得到比普通贵族更显赫的地位，他们牢牢掌握着帝国的管理权和军队的指挥权，有的甚至能与诸侯平起平坐。亨利六世非常倚重家臣，其中最著名的就是膳务总管安魏勒的马克瓦德，在征服西西里王国的战役中立下汗马功劳后，被封为阿布鲁佐伯爵。